# Chega de Saudade (chanson)
Pour les articles homonymes, voir Chega de Saudade.
Chega de Saudade  (litt. « Plus de nostalgie ») est une chanson écrite par Vinícius de Moraes (paroles) et Antônio Carlos Jobim (musique) à la fin des années 1950 et enregistrée par plusieurs artistes, tels que João Gilberto, Elizeth Cardoso, Angra et Os Cariocas.
Cette chanson est devenue l'un des symboles de la bossa nova et son enregistrement par João Gilberto le 10 juillet 1958 sur le label EMI-Odeon est considéré comme le point de départ de ce genre musical. Elle a été élue sixième meilleure chanson brésilienne de tous les temps par Rolling Stone Brasil.

## Production

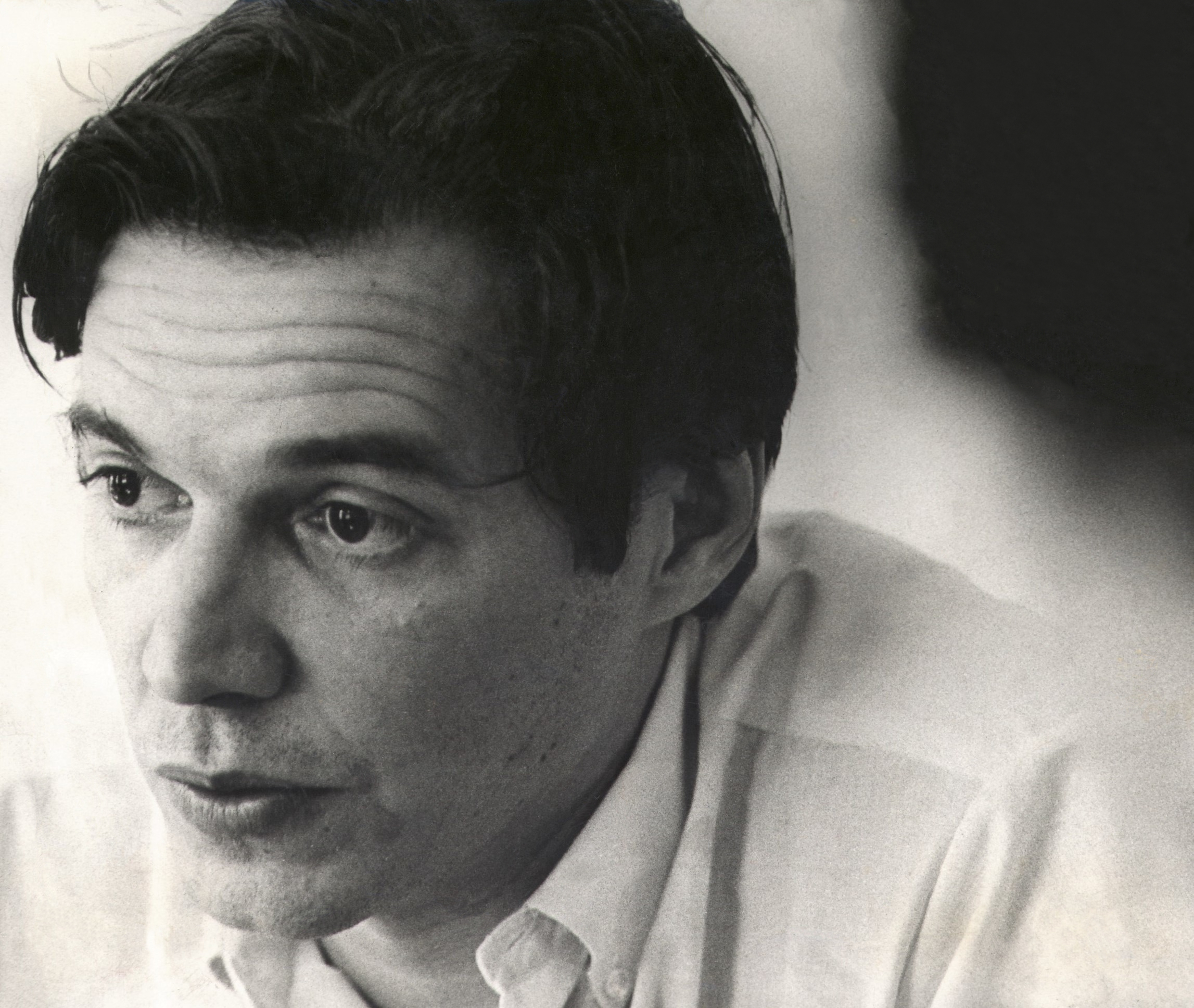
Antônio Carlos Jobim en 1967.

Composée en 1956 par Antônio Carlos Jobim et Vinícius de Moraes, Chega de Saudade est enregistrée pour la première fois en avril 1958, avec la voix d'Elizeth Cardoso, des arrangements de Jobim et un accompagnement à la guitare de João Gilberto, pour l'album Canção do Amor Demais, qui sort en mai de cette année-là sur le label Festa. Bien que cet enregistrement soit le premier de ce célèbre rythme de guitare de João — qui caractériserait la bossa nova —, le guitariste n'a finalement pas été crédité sur la version originale,.
Énorme succès au Brésil, la chanson lance la carrière de João Gilberto et fait connaître le genre naissant de la bossa nova, littéralement « chose nouvelle »,,. À sa sortie, une critique du journal O Estado de S. Paulo a déclaré que João « est l'un des plus musicaux de nos chanteurs populaires, ce qui compense largement sa petite voix. À cet égard, son interprétation de Desafinado est remarquable. Il fait également preuve d'un goût inhabituel dans le choix des mélodies enregistrées sur ce premier LP et d'une sobriété dans l'interprétation que l'on a rarement vue. »
Quelques mois plus tard, la chanson reçoit de nouvelles versions : d'abord par le groupe Os Cariocas, sur l'album O Melhor de... Os Cariocas, sorti par le label Columbia et, enfin, par João Gilberto, dans un single sorti par EMI-Odeon en août de la même année et qui contient, sur la face B, la chanson Bim Bom, écrite par le chanteur.

## Postérité
La version de João devient très célèbre grâce à sa façon de chanter et à son rythme de guitare. Son enregistrement du 10 juillet 1958 sera reconnu comme le point de départ de la bossa nova,,.
En 2001, Chega de Saudade est intronisé au Grammy Hall of Fame. La même année, elle fait partie des premières chansons introduites au Hall of Fame latino des Grammy Awards.
En 2007, l'album Chega de Saudade est choisi par Rolling Stone Brasil comme le quatrième meilleur album brésilien de tous les temps,.
À l'occasion de sa réédition en CD au Royaume-Uni en 2010, Richie Unterberger, de AllMusic, a loué les caractéristiques de l'album qui a été à l'origine du lancement de la bossa nova comme l'un des genres les plus importants de la musique populaire.